# Ruta Estatal de California 330
La Ruta Estatal de California 330, abreviada SR 330 (en inglés: California State Route 330) es una carretera estatal estadounidense ubicada en el estado de California. La carretera inicia en el Sur desde la SR 210     en San Bernardino en sentido Norte hasta finalizar en la SR 18     en Running Springs. La carretera tiene una longitud de 24,8 km (15.422 mi).

## Mantenimiento
Al igual que las autopistas interestatales, y las rutas federales y el resto de carreteras estatales, la Ruta Estatal de California 330 es administrada y mantenida por el Departamento de Transporte de California por sus siglas en inglés Caltrans.